# Visión (Universo cinematográfico de Marvel)
Visión es un personaje ficticio interpretado por Paul Bettany en el Universo cinematográfico de Marvel (MCU), basado en el personaje de Marvel Comics del mismo nombre. Vision es un androide masculino construido en vibranium (o "Synthezoid") creado por Ultron para que sirva como su cuerpo. Sin embargo, el cuerpo es robado por los Vengadores y Tony Stark y Bruce Banner lo vuelven consciente, al cargar el software central de la IA de Stark, J.A.R.V.I.S., en el cuerpo, con energía provista por Thor. Posteriormente, Vision se une a los Vengadores, mata a Ultron y luego desarrolla una relación romántica con su compañera de equipo, Wanda Maximoff. La mayoría de los poderes de Vision, incluidos el vuelo, la fase de la materia y los ataques de rayos basados en energía, provienen de la Gema de la Mente incrustada en su frente, que también lo mantiene con vida. Thanos mata a Vision cuando quita la Gema de la Mente para completar el Guantelete del Infinito con el fin de iniciar el Blip. Años más tarde, el cuerpo de Vision se reactiva a través de la magia de Wanda, aunque inicialmente sin sus recuerdos y con una apariencia diferente. Además, Wanda recrea a Vision cuando mágicamente forma una falsa realidad en la ciudad de Westview, Nueva Jersey, pero esta versión se desvanece cuando regresa a la realidad.
Hasta 2023, Vision ha aparecido en tres películas. Tiene un rol principal en la serie de televisión WandaVision (2021), y versiones alternativas provenientes del multiverso aparecen en la serie animada What If...? (2021 & 2024).

## Concepción y caracterización
Un personaje llamado The Vision debutó en una historieta corta en Marvel Mystery Comics #13 (noviembre de 1940) como un oficial de la ley alienígena también conocido como Aarkus, continuando como una característica regular en esa antología de superhéroes hasta el número 48 (octubre de 1943). A fines de la década de 1960, el editor Stan Lee y el escritor Roy Thomas decidieron agregar un nuevo miembro del equipo a la serie de superhéroes Los Vengadores. Thomas quería traer de vuelta la Visión alienígena de la Edad de Oro, pero Lee estaba decidido a presentar a un miembro androide. Thomas finalmente se comprometió al usar un nuevo Androide Vision. La segunda Visión apareció por primera vez en The Avengers #57 (octubre de 1968). Thomas quería que el personaje fuera blanco como corresponde a su nombre fantasmal, pero las limitaciones de impresión de la época lo habrían dejado sin color, con papel sin tinta donde debería estar su piel. Se decidió por el rojo porque no quería que Vision fuera verde como Hulk o azul como los atlantes. El personaje ha sido comparado con Spock de Star Trek, pero Thomas dijo que apenas conocía la serie de televisión en ese momento. Reconoció haber sido influenciado por el personaje Adam Link de Otto Binder, uno de los primeros robots tratados como un personaje simpático en lugar de una herramienta mecánica.
En The Avengers # 75 (abril de 1970), la Bruja Escarlata se reincorpora al equipo y pronto se convierte en el interés amoroso de Vision. Thomas relató: "Sentí que algún tipo de romance ayudaría al desarrollo del personaje en Los Vengadores, y Vision era un candidato principal porque solo aparecía en esa revista... al igual que Wanda, para el caso. Así que se convirtieron en un par, precisamente por esas consideraciones prácticas. Sentí que también se sumaría al desarrollo que estaba haciendo en el intento de Vision de convertirse en 'humano'".

### Caracterización
Antes de la introducción de Vision en el MCU, Paul Bettany había hecho la voz de J.A.R.V.I.S., el compañero IA de Tony Stark en películas anteriores. Bettany admitió que tenía poca idea de cuál era el papel, incluso cuando lo grabó, simplemente lo hizo como un favor para Jon Favreau. Fue elegido nuevamente como Vision, un androide creado por Ultron. Bettany dijo que se sorprendió cuando Whedon le preguntó si quería ser Vision porque una vez que un actor ha sido elegido como un personaje en particular en el MCU, por lo general no lo hacen como otro. Sobre lo que le intrigaba de la Visión, Bettany dijo: "Lo que me atrajo es que este tipo de criatura naciente naciendo, siendo omnipotente y totalmente ingenua, el tipo de peligro de eso y la naturaleza compleja de una cosa naciendo que es tan poderoso y que se crea en un segundo y las elecciones que hace moralmente son realmente complejas e interesantes. Realmente han logrado mantener todo eso". Bettany también declaró que Vision se siente paternal y protector para varias personas en la película, particularmente con Wanda Maximoff, y tiene la capacidad de cambiar su densidad. Bettany hizo el trabajo de cableado para el papel. Whedon declaró que quería incluir Vision en una segunda película de Avengers antes de firmar la primera película. La apariencia en pantalla de Vision fue diseñada por Trent Claus y su equipo en Lola VFX, basándose en conceptos de Ryan Meinerding. El maquillaje de Bettany, que consistía en una mezcla de pintura facial y prótesis, tomó dos horas para aplicar con los maquilladores Jeremy Woodhead y Nik Williams citando el tono correcto de la piel de Vision como lo más difícil de averiguar. Sin embargo, en última instancia, las prótesis y los puntos de seguimiento se eliminaron digitalmente y se reemplazaron con CG.
Hablando sobre el desarrollo del personaje en Capitán América: Civil War, Bettany señaló que debido a que la Visión solo se creó en la película anterior, Age of Ultron, "ves cómo nace mi personaje... Debe ser omnipotente y, sin embargo, totalmente ingenuo al mismo tiempo. Y experimentar el mundo en tiempo real y su lugar en él. ¿Va a ser una fuerza del bien o una fuerza del mal?"  Bettany también dijo que estaba interesado en explorar "lo que significa ser humano y lo que es el amor" con el personaje, ya que "la única forma en que uno puede garantizar su lealtad es el amor". Esto se exhibe en la conexión que Vision comienza a formar con Wanda Maximoff, con Bettany comentando: "Ambos tienen estos nuevos poderes florecientes que no entienden. . . Creo que le preocupa que ambos sean peligrosos. Así que él siente esta conexión real con ella". Como Vision tiene la capacidad de crear un disfraz proyectado, elige vestirse de manera similar al agregado de Howard Stark, Edwin Jarvis. Una reseña señala que "Vision es un androide que adquirió conciencia y afinidad por el amor, todo al mismo tiempo, por lo que este último es de suma importancia para él".
En WandaVision, Bettany retrata una nueva versión del personaje creado por Wanda dentro de su realidad desde la parte de la Gema de la Mente que vive en ella, quien es la encarnación de su tristeza, esperanza y amor. Ante esto, Bettany calificó esta Visión como “decente y honorable”. Fue influenciado por las actuaciones de Dick Van Dyke y Hugh Laurie para esta versión. Bettany también interpreta al personaje original, conocido como "La Visión", que es reensamblado y reactivado por S.W.O.R.D. (División de Observación y Respuesta de Armas Sentientes, en español). Esa versión tiene una apariencia completamente blanca similar a cuando el personaje del cómic resucitó con un cuerpo completamente blanco y sin sus recuerdos y emociones. Bettany diferenció las dos versiones al retratar The Vision como familiar e intimidante al mismo tiempo.

## Biografía del personaje ficticio

### Creación y unión a los Vengadores
En 2015, la inteligencia artificial de Tony Stark J.A.R.V.I.S. aparentemente es destruido por Ultron, pero luego se revela que en realidad distribuyó su conciencia a través de Internet, lo que permitió que sus protocolos de seguridad retrasaran el intento de Ultron de acceder a los códigos de lanzamiento de armas nucleares de la Tierra el tiempo suficiente para que Tony Stark averiguara lo que había sucedido. Los Vengadores capturan un cuerpo de vibranium sintético creado por Ultrón para sí mismo, impulsado por la Gema de la Mente, y lo llevan a la Torre de los Vengadores, donde Stark y Bruce Banner cargan a J.A.R.V.I.S. como el software central para el cuerpo, tratando de enmendar el error de crear a Ultron. Después de una breve pelea con otros Vengadores, que no están de acuerdo con este esfuerzo, Thor usa el rayo del Mjolnir para impulsar su finalización, creando a la Visión. Thor explica que la gema en su frente es una de las seis Gemas del Infinito, los objetos más poderosos que existen. Habiendo ganado la conciencia, Vision se pone del lado de Stark, Banner, Thor, Steve Rogers, Clint Barton, Pietro y Wanda Maximoff contra Ultron porque desea proteger la vida. Levanta y entrega a Thor el Mjolnir, que ha sido encantado para que solo las personas "dignas" puedan levantarlo, convenciendo a los Vengadores de que se puede confiar en él. En Sokovia, Vision lucha contra decenas de centinelas de Ultron, rescata a Maximoff de la ciudad que se derrumba y destruye al mismo Ultron.
Algún tiempo después, Vision llega al Complejo de los Vengadores y se une al equipo junto con Maximoff, Sam Wilson y James Rhodes, liderados por Rogers y Natasha Romanoff.

### Los Acuerdos de Sokovia y la Guerra Civil de los Vengadores
En 2016, Vision entra en la habitación de Maximoff y les dice a ella y a Rogers que Stark y Thaddeus Ross han llegado al Complejo. Se entera de los Acuerdos de Sokovia y está de acuerdo con Stark, entendiendo que las Naciones Unidas tendrían control sobre los Vengadores, y comenta que la existencia del grupo invita a desafíos y conflictos, lo que a menudo resulta en una catástrofe. Vision tiene la tarea de vigilar a Maximoff, después de que la pongan en arresto domiciliario en el Complejo, después de provocar el incidente que llevó a la creación de los acuerdos. Él intenta hacerla sentir cómoda cocinándole paprikash y comienzan a formar una relación romántica. Más tarde, Vision ve a Barton tratando de liberar a Maximoff en nombre de Rogers, pero lo detiene. Maximoff interfiere y telequinéticamente empuja a Vision debajo del Complejo. Ilesa, Vision vuela a Alemania para ayudar a detener al equipo de Rogers. Durante la pelea, intenta inhabilitar a Wilson con un rayo de energía, pero accidentalmente dispara y paraliza a Rhodes, ya que estaba distraído mientras atendía a Maximoff. Vision vuela de regreso a Nueva York y visita a Rhodes en el hospital, antes de regresar al Complejo.

### Infinity War y muerte
En 2018, Vision, ahora en una relación romántica con Maximoff, la visita en Edimburgo y se desconecta del mundo. Sin embargo, la Gema de la Mente comienza a alertar a Vision sobre una amenaza desconocida antes de que sean emboscados por Corvus Glaive y Proxima Midnight, dos de los hijos de Thanos. Vision está gravemente herida por el homónimo de Glaive, lo que limita sus poderes. Glaive y Midnight intentan extraer la gema de Vision, pero Maximoff puede detenerlos hasta que Rogers, Wilson y Romanoff rescatan a la pareja y regresan al Complejo. Vision se ofrece como voluntario para suicidarse para destruir la gema, pero los Vengadores se niegan y lo llevan a Wakanda, donde Shuri examina a Vision, quien intenta quitar la gema de forma segura sin matarlo, con Maximoff vigilando la operación. Cuando Midnight, Cull Obsidian y los Outriders atacan Wakanda, Maximoff interviene en la batalla, dejando a Shuri indefensa ante Glaive, quien se infiltró en el centro. Vision lucha contra Glaive y casi es derrotado antes de ser rescatado por Rogers. Vision, a su vez, salva a Rogers, matando a Glaive con su propia arma. Llega Thanos, y mientras los Vengadores intentan detenerlo, Vision logra convencer a Maximoff de que destruya la Gema de la Mente, lo cual hace, a costa de su vida. Sin embargo, Thanos usa la Gema del Tiempo para revertir la acción, lo que le permite arrancar la Gema de la Mente de la cabeza de Vision, completa su Guantelete y ejecutar el Blip. Algún tiempo después, el cuerpo de Vision es encontrado y puesto bajo la custodia de S.W.O.R.D.

### El maleficio de Wanda y resurrección
En 2023, S.W.O.R.D. realiza experimentos con el cadáver de Vision en su sede en Florida. Maximoff, que ya ha resucitado tras derrotar a Thanos y deseando darle un entierro, se entera de que están experimentando con él, pero le dicen que es propiedad del gobierno y no se lo puede entregar.
Ella viaja a Westview, Nueva Jersey, donde visita un terreno que Visión compró para construir una casa para vivir juntos el resto de sus vidas; en su dolor crea una falsa realidad a su gusto, más tarde llamada "Hex", junto con Hex Vision. Dentro del Hex, ella y Hex Vision están casados, viven en un vecindario suburbano y él trabaja para Computational Services Inc. Después de que Wanda queda embarazada de gemelos, Hex Vision comienza a sospecha momentáneamente de su entorno. Sin embargo, Hex Vision se une a la vigilancia del vecindario y Wanda da a luz a Billy y Tommy. Cuando los gemelos crecen rápidamente, continúa cuestionando su vida y la de Wanda en Westview y usa sus poderes para descubrir que uno de sus compañeros de trabajo está bajo control mental. Investiga más a fondo y, en las afueras de la ciudad, encuentra residentes congelados, incluida su vecina Agnes. Descubre una barrera hexagonal e intenta irse, pero comienza a desintegrarse antes de que pueda llegar al puesto avanzado cercano de SWORD mientras les dice a los agentes de SWORD y a Darcy Lewis que las personas que están dentro necesitan ayuda. Maximoff expande el Maleficio, restaurando la Visión. Después de despertar, encuentra a Lewis en Westview y la despierta de su trance. Mientras se dirigía a casa con ella para enfrentarse a Maximoff, Lewis le cuenta sobre su vida pasada y su muerte.
El director interino de SWORD, Tyler Hayward, usa los poderes de Maximoff contenidos en un droide de vigilancia para reactivar al original Vision, ahora con un cuerpo blanco y sus recuerdos borrados, y lo despliega en Westview. Ataca a Maximoff, pero Hex Vision se involucra en una pelea con él, durante la cual discuten la paradoja de la Nave de Teseo. Vision permite que Hex Vision restaure los recuerdos de Vision y se da cuenta de que es un Vengador. Luego se va volando para procesar esta información.
Hex Vision se entera de que él es un recuerdo de Maximoff que se creó a través de sus poderes y la Gema de la Mente, y se despide por última vez antes de desaparecer cuando se elimina el Hex.

## Versiones alternativas
Varias versiones de universos alternativos de Vision aparecen en la serie animada What If...?, con Bettany retomando su papel, mientras Ross Marquand expresa una versión de Ultron en el cuerpo de Vision.

### Brote de zombis
En un 2018 alternativo, un virus cuántico se desata e infecta a varios humanos, convirtiéndolos en zombis. Vision no afectado mantiene a la zombificada Maximoff contenida en Camp Lehigh, donde experimenta con la Gema de la Mente para encontrar una cura y logra curar a Scott Lang y preservar su cabeza cortada en un frasco. Sin embargo, Vision no puede curar a Wanda, lo que lo lleva a atraer a individuos, como T'Challa, y dárselos de comer. Eventualmente, después de que los Vengadores sobrevivientes y sus aliados llegan a la base, Vision le entrega la Gema de la Mente a Bruce Banner, matándose en el proceso.

### Nave de Ultrón
En un 2015 alternativo, Ultron transfiere con éxito su conciencia al cuerpo de Vision y continúa matando a la mayoría de los Vengadores y eliminando toda la vida en el universo después de obtener las otras cinco Gemas del Infinito de Thanos. Después de aprender sobre el Vigilante y la existencia de otras realidades, Ultrón viaja al observatorio del Vigilante, desde donde obtiene acceso a todas las líneas de tiempo del multiverso, con la intención de destruir cada una de ellas. Sin embargo, es frustrado por el Vigilante y los Guardianes del Multiverso, quienes cargan la mente de Arnim Zola en su cuerpo, lo que le permite a Zola eliminar su conciencia. Aunque Zola, que ahora controla el cuerpo de Vision, intenta luchar contra Erik "Killmonger" Stevens por el control de las Gemas del Infinito, el Vigilante y el Doctor Strange Supremo los congelan en una dimensión de bolsillo, y este último accede a protegerlos por el resto de eternidad.

### Destructor del universo
En un universo alternativo, Visión fue capturado por el Doctor Strange Supremo y llevado a su dimensión improvisada. El fue liberado por la Capitana Peggy Carter y comenzó a luchar contra Carol Danvers.

### El ejecutor de Mysterio
En un futuro alternativo, donde la Surgimiento destruyó la Tierra años antes de que los Eternos pudieran detenerla, Visión (en su forma de White Vision) se convirtió en el teniente sin mente y sin emociones de la Federación de Hierro de Quentin Beck, ayudándolo a imponer su gobierno sobre lo que queda de la Tierra. Es enviado a acabar con la Alianza, hasta que es deshabilitado por Riri Williams, quien luego usa sus restos para convertirse en un híbrido humano/sintezoide.

## Apariencia y efectos especiales.
Una reseña del personaje para The Hollywood Reporter señala: "El cómic Vision emplea un llamativo disfraz verde y amarillo, combinado con una cara roja brillante, un esquema de color que puede ser un poco exagerado para los más sutiles en el Universo Cinematográfico, pero aún así, la mezcla de púrpura, azul y gris es una elección inesperada e inesperadamente audaz para el personaje de Paul Bettany".
En términos de moda, mientras mantiene una apariencia civil, Vision intenta emular el estilo humano clásico, incluido el uso de una corbata ascot.
Cuando Vision es reactivada por S.W.O.R.D., todo su cuerpo es blanco y tiene ojos azul claro.

## Recepción

### Respuesta crítica
Tras el lanzamiento de WandaVision, Jen Chaney de Vulture declaró: "Los personajes de Olsen y Bettany a menudo eran tratados como calentadores de banco en un equipo de estrellas en las películas de los Vengadores. Aquí, realmente brillan". La revisión encontró además que Bettany "se desliza fácilmente en el papel del esposo devoto, un poco cuadrado y tonto", y elogió sus habilidades físicas para la comedia. Saim Cheeda de CBR.com elogió la actuación de Bettany en el UCM, especialmente en WandaVision, y escribió: "Paul Bettany ha demostrado en WandaVision que es la elección absolutamente perfecta para interpretar a Vision, logrando muchas de sus características". Tyler Pisapia de Looper incluyó la interpretación de Bettany de Vision a través del MCU entre sus mejores actuaciones en general, afirmando: "Desde su heroísmo, y su muerte final, en la franquicia de los Vengadores hasta su posterior resurgimiento en WandaVision, Visión de Bettany ha agregado un componente profundamente conmovedor al MCU a través de su interpretación de un ser cuya estructura sintética no lo priva de su humanidad esencial". TVLine nombró a Bettany "Artista de la semana" para la semana del 16 de enero de 2021.